# آرلینگتن، شهرستان راش، ایندیانا
آرلینگتن (به انگلیسی: Arlington) یک منطقهٔ مسکونی در ایالات متحده آمریکا است که در ایندیانا واقع شده‌است. آرلینگتن ۲۸۱٫۰۳ متر بالاتر از سطح دریا واقع شده‌است.